# 于尔塞勒
于尔塞勒（法語：Urcel，法語發音：[yʁsɛl]）是法国上法蘭西大區埃纳省的一个市镇，属于拉昂区。

## 地理
于尔塞勒（49°29'29"N, 3°33'29"E）面积7.2 平方千米，位于法国上法蘭西大區埃纳省，该省份为法国北部内陆省份，北起北部省，西接索姆省和瓦兹省，东临阿登省和马恩省，西南至塞纳-马恩省，东北部与比利时接壤。
与于尔塞勒接壤的市镇（或旧市镇、城区）包括：沙维尼翁、拉瓦勒昂洛努瓦、莫南普特伊、鲁瓦约库尔和谢尔韦、沃塞勒和贝夫库尔、帕尔尼和菲兰。

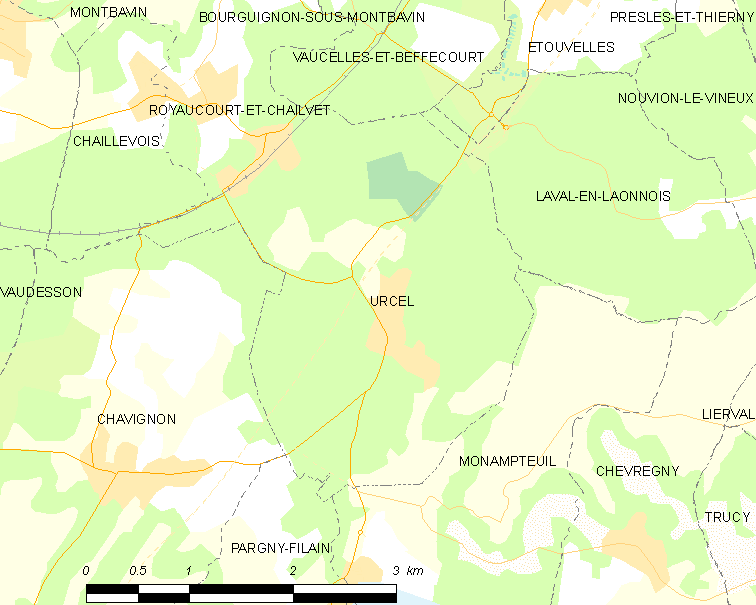
于尔塞勒的OSM定位图

于尔塞勒的时区为UTC+01:00、UTC+02:00（夏令时）。

## 行政
于尔塞勒的邮政编码为02000，INSEE市镇编码为02755。

## 政治
于尔塞勒所属的省级选区为拉昂第一县。

## 人口

1962-2008年间于尔塞勒人口变化图示

于尔塞勒于2022年1月1日时的人口数量为539人。